# Liatongus indicus
Liatongus indicus är en skalbaggsart som beskrevs av Gilbert John Arrow 1908. Liatongus indicus ingår i släktet Liatongus och familjen bladhorningar. Inga underarter finns listade i Catalogue of Life.